# Железничка станица Сремска Митровица
Железничка станица Сремска Митровица је једна од железничких станица на прузи Београд-Шид. Налази се у насељу Сремска Митровица у граду Сремска Митровица. Пруга се наставља ка Мартинцима у једном смеру и другом према Вогњу. Железничка станица Сремска Митровица састоји се из 10 колосека.